# Spada del fiume Witham
Per spada del fiume Witham ci si riferisce a due notevoli spade recuperate dal fiume Witham, entrambe conservate nel British Museum.
La  "spada vichinga" (in realtà una lama di fabbricazione tedesco/ottoniana, con accessori per l'elsa aggiunti da un artigiano anglosassone), conosciuta anche come "spada di Lincoln", British Museum 1848,10-21,1 è datata al X secolo. È classificata come una variante di tipo L Petersen (tipo "Wallingford Bridge" di Evison). È stata trovata nel fiume Witham di fronte all'abbazia dei monaci a Lincoln. La guardia è intarsiata con argento e lega di rame, con una serie di losanghe, ciascuna in rame circondata da un bordo in bronzo e martellata su una superficie preparata a tratteggio incrociato. La spada è notevole per essere una delle uniche due conosciute che recano l'iscrizione sulla lama Leutfrit (+ LEUTLRIT), l'altra è un reperto proveniente dal Tatarstan (all'epoca Bulgaria del Volga, ora conservata nel Museo Storico di Kazan'). Sul retro, la lama è intarsiata con un motivo a doppia voluta. La spada pesa 1,214 kg, per una lunghezza totale di 91,5 centimetri. Peirce (1990) fa una menzione speciale di questa spada come "mozzafiato", "una delle più belle spade vichinghe esistenti".
La spada cavalleresca del fiume Witham, BM PE 1858,1116.5  fu trovata nel 1825 nel fiume Witham vicino a Lincoln. È datata alla fine del XIII secolo ed è probabilmente di origine tedesca La lama reca un'iscrizione intarsiata che recita +NDXOXCHWDRGHDXORVI+ La lunghezza dell'arma è di 960 o 964 mm. L'elsa misura 165 mm. La lama è lunga 815 mm.